# Yauriri San Francisco
Yauriri San Francisco (auch: Yauriri de San Francisco) ist eine Ortschaft im Departamento La Paz im Hochland des südamerikanischen Andenstaates Bolivien.

## Lage im Nahraum
Yauriri San Francisco ist der drittgrößte Ort des Kanton Kalla Tupac Katari im Municipio Jesús de Machaca in der Provinz Ingavi. Die Ortschaft liegt auf einer Höhe von 3905 m dreißig Kilometer südlich des Titicacasees am östlichen Rand der Flussebene des Río Desaguadero, auf halbem Wege zwischen Nazacara und Desaguadero. Nordöstlich der Ortschaft verläuft ein langgezogener Höhenrücken, der sich bis auf eine Höhe von 4830 m erhebt.

## Geographie
Yauriri San Francisco liegt zwischen den Gebirgsketten der Cordillera Oriental im Westen und der Cordillera Central im Osten in dem andinen Trockenklima des Altiplano. Die Region weist ein ausgeprägtes Tageszeitenklima auf, bei dem die täglichen Temperaturschwankungen stärker ausfallen als die mittleren jahreszeitlichen Schwankungen.
Die mittlere Durchschnittstemperatur liegt bei 7 °C (siehe Klimadiagramm Comanche), die Monatswerte schwanken nur unwesentlich zwischen 4 °C im Juni/Juli und knapp 9 °C im November/Dezember. Der mittlere Jahresniederschlag beträgt etwa 550 mm, die Monatsniederschläge liegen zwischen unter 10 mm von Mai bis Juli und bei 100 bis 150 mm im Januar und Februar.

## Verkehrsnetz
Yauriri San Francisco liegt in einer Entfernung von 104 Straßenkilometern südwestlich von La Paz, der Hauptstadt des Departamentos.
Von La Paz führt die asphaltierte Nationalstraße Ruta 2 in westlicher Richtung nach El Alto, von dort die Ruta 19 weitere 23 km nach Südwesten bis Viacha. Hier zweigt die unbefestigte Ruta 43 in südwestlicher Richtung ab, die nach weiteren 39 Kilometern Chama erreicht und anschließend über Nazacara, San Andrés de Machaca und Santiago de Machaca bis nach Catacora an der Grenze zu Peru führt. Drei Kilometer hinter Chama überquert die Ruta 43 den Río Achuma, und sofort hinter der Brücke führt eine unbefestigte Landstraße in nordwestlicher Richtung über Sullkatiti Titiri in das 16 Kilometer entfernte Yauriri San Francisco.

## Bevölkerung
Die Einwohnerzahl der Ortschaft ist in dem Jahrzehnt zwischen den beiden letzten Volkszählungen um mehr als die Hälfte angestiegen:
| Jahr | Einwohner         | Quelle       |
| ---- | ----------------- | ------------ |
| 1992 | keine Detaildaten | Volkszählung |
| 2001 | 311               | Volkszählung |
| 2012 | 509               | Volkszählung |
| 2024 |                   | Volkszählung |

Die Region weist einen hohen Anteil an Aymara-Bevölkerung auf, im Municipio Jesús de Machaca sprechen 97,2 Prozent der Bevölkerung Aymara.